# 飛躍奇蹟
是一部於2016年上映的傳記運動喜劇劇情片，由德克斯特·弗萊徹執導，西恩·麥考利（Sean Macaulay）和賽門·凱爾頓（Simon Kelton）編劇。該片由泰隆·艾格頓、休·傑克曼、克里斯多夫·華肯、艾蕊斯·伯班與吉姆·布洛班特等人主演，劇情講述英國跳台滑雪選手艾迪·「飛鷹」·愛德華（艾格頓飾演）的奮鬥歷程。
該片由馬福影業（英國）、巴爾斯堡工作室（德國）及薩維爾製片公司（Saville Productions，美國）聯手製作。電影的主體拍攝始於2015年3月9日，地點位在德國、松林製片廠及英國倫敦等地，直至5月3日殺青。
《飛躍奇蹟》於2016年1月26日在日舞影展上首映，並於2月26日由二十世紀福斯在美國院線發行。該片所獲評價多為正面。

## 劇情
1973年的英國，10歲的艾迪·愛德華夢想參加奧林匹克運動會，他滿懷熱忱地練習了各種奧運比賽項目，但都以失敗告終。他的母親始終支持著他，但他的父親則不斷勸他打消念頭。青少年時期，艾迪決定改參加冬季奧運的滑雪項目。儘管他成功加入英國的滑雪奧運隊伍，但後來卻被英國奧委會的官員給踢出隊上。隨後，艾迪偶然發現自己可以去參加跳台滑雪（這是英國60年以來從未參加過的冬季奧運項目），便興致勃勃地前往德國的加爾米施-帕滕基興訓練。許多經驗豐富的跳台滑雪老手紛紛消遣並貶低他。
艾迪開始自我訓練。他第一次嘗試15公尺（49英尺）的滑道，並順利完成。接著，艾迪去嘗試40公尺（130英尺）的滑道，最終失敗且負傷。負責剷滑道的雪、酗酒成性的布朗森·派瑞（Bronson Peary）勸艾迪放棄，但艾迪永不放棄的精神感動了同樣遭排擠的派瑞，讓他決定訓練艾迪。派瑞是前美國跳台滑雪冠軍，在於20多歲時與導師華倫·夏普（Warren Sharp）起爭執後，便不再參與這項運動。艾迪與派瑞準備在加拿大阿爾伯塔的卡爾加里舉行的1988年冬季奧運的時間很短，因此派瑞採用各種特殊的方式來矯正艾迪的姿勢，讓他成功完成40公尺的滑道。
為了獲得參加冬季奧運的資格，艾迪必須從70公尺（230英尺）的滑道溜下，並成功著地。他成功著陸，並拿下了34公尺（112英尺）的成績。然而，英國奧委會的官員為了阻止艾迪參加冬季奧運，便改變規則，要求艾迪至少要拿到61公尺（200英尺）的成績才能參加冬季奧運。雖然氣餒，但艾迪仍持續練習，成績也越來越好，不過仍未能達到英國奧委會的要求。在最後一場比賽中，艾迪在試跳拿下了61公尺的成績，達到標準，但在正式跳時卻摔倒而被取消資格。艾迪大受打擊，決定回家與父親一起當水泥工人。然而，他收到了一封信，信上寫道，他的試跳成績是算數的。興高采烈的艾迪將這個消息告訴派瑞，但派瑞認為艾迪準備不夠充分，勸艾迪下一屆冬季奧運再去參賽；艾迪反駁，表示自己能參加奧運已經很滿足了。
抵達卡爾加里後，艾迪因為被英國的其他奧運選手灌醉而沒有出席開幕式。這件事激發了艾迪的鬥志。隨後，他在70公尺的滑道拿下60.5公尺（198英尺）的成績，刷新了英國的紀錄。艾迪歡欣鼓舞的樣子頗受觀眾喜愛，媒體也給了他「飛鷹」的稱號。電話中，派瑞批評艾迪沒有認真看待這項運動。艾迪召開記者會，公開向媒體及外界道歉，表示他無意將跳台滑雪當做兒戲，並宣布自己將參加90公尺（295英尺）的滑道的賽事。派瑞前往奧運現場並為艾迪打氣。在與偶像馬蒂·「芬蘭飛人」·尼凱寧互相鼓勵後，艾迪跳出了71.5公尺（235英尺）的成績，再度打破英國的紀錄，成千上萬的觀眾為他歡呼，評審亦特別為他致詞。最終，艾迪得了最後一名。賽後，華倫·夏普與派瑞和解，艾迪以英雄的身分凱旋歸國，在機場接受眾人的熱情歡迎，並與父母親相擁。

## 角色
- 泰隆·艾格頓飾演艾迪·「飛鷹」·愛德華（英语：Eddie "The Eagle" Edwards），跳台滑雪選手，從小就夢想參加奧林匹克運動會。10歲時的艾迪由湯姆·科斯特洛（Tom Costello）飾演，而傑克·科斯特洛（Jack Costello）則負責飾演15歲時的艾迪[3]。

- 休·傑克曼飾演布朗森·派瑞，艾迪的教練[4]。派瑞的角色形象受到多位艾迪的教練所啟發，但編劇西恩·麥考利（Sean Macaulay）並未特別指出是其中的哪一位[5]。傑克曼飾演的角色曾被認為是查克·柏格霍恩（Chuck Berghorn）。麥考利表示，傑克曼的確將飾演艾迪的教練，但是是一名虛構的人物布朗森·派瑞[4]。麥考利也指出，此次誤會是因《每日郵報》的錯誤所起[4]。艾迪·愛德華本人亦稱該角色是虛構的[6][7]。對此，柏格霍恩表示他很擔心，同時也有些不悅[4]。

- 克里斯多夫·華肯飾演華倫·夏普[8]，派瑞的前教練[9]。該角與布朗森·派瑞相同，也是虛構的[9]。

- 艾蕊斯·伯班（英语：Iris Berben）飾演佩特拉（Petra）[3]，加爾米施-帕滕基興一家餐館的老闆娘，對艾迪伸出援手。

- 馬克·班頓（英语：Mark Benton）飾演里奇蒙（Richmond）[3]，英國奧委會（BOA）官員。

- 提姆·麥克納尼（英语：Tim McInnerny）飾演達斯汀·塔吉特（Dustin Target），有權有勢的勢利眼，在片中調高參加冬季奧運的標準，試圖讓艾迪無法參加[9]。塔吉特這個角色同樣也是虛構的[9]。

- 吉姆·布洛班特飾演英国广播公司（BBC）評論員[3]

- 魯恩·坦迪飾演比約恩（Bjørn）[3]，挪威跳台滑雪教練。

此外，馬克·班傑明（Marc Benjamin）在片中飾演拉爾斯·霍賓（Lars Holbin），而丹尼爾·恩格斯則客串飾演札克（Zach）。基思·艾倫與喬·海特利在片中飾演艾迪的父母泰瑞（Terry）與珍妮特（Janette）。艾德溫·恩德雷在片中客串飾演知名芬蘭跳台滑雪選手馬蒂·「芬蘭飛人」·尼凱寧。

## 製作

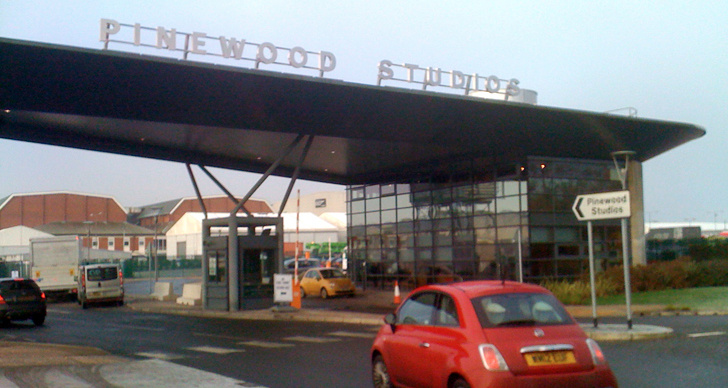
該片的製片作業在松林製片廠進行。

《飛躍奇蹟》由馬福影業（英國）、巴爾斯堡工作室（德國）及薩維爾製片公司（Saville Productions，美國）聯手製作。2015年3月，據報導，二十世紀福斯取得了該片的發行權，泰隆·艾格頓與休·傑克曼將主演該片，德克斯特·弗萊徹擔任導演，西恩·麥考利（Sean Macaulay）與賽門·凱爾頓（Simon Kelton）編劇。同月，克里斯多夫·華肯加盟飾演派瑞的導師。德國聯合電影基金會（German Federal Film Fund，DFFF）提供劇組220萬歐元的資金。該片的主體拍攝始於2015年3月9日，地點位在德國、松林製片廠及倫敦，直至5月3日結束。該片由喬治·里奇蒙德掌鏡。《飛躍奇蹟》亦有在阿爾卑斯山取景。馬丁·華許為該片的剪輯師。

## 音樂
據《百老匯世界》（Broadway World）報導，音樂劇《尋找新樂園》的作曲家蓋瑞·巴洛將為該片寫歌。

## 上映與家庭媒體
《飛躍奇蹟》於2016年1月26日在2016年日舞影展上以「驚喜放映」的身分首映。獅門娛樂為該片在英國的發行商。2015年10月，獅門娛樂宣布，電影將於2016年4月1日在英國上映，但隨後又被調整至2016年3月28日。《飛躍奇蹟》在美國的發行商二十世紀福斯將該片的檔期定在2016年4月29日，但後來被改為2016年2月26日。美國電影協會（MPAA）以片中有「具暗示性的題材、吸菸及短暫的裸露鏡頭」為由將電影評為PG-13級，意味著片中含有部分家長可能認為不適合13歲以下觀眾觀看的內容，建議家長需特別注意。該片的DVD及藍光光碟於2016年6月14日推出。截至2018年9月，該片已在家庭媒體方面收穫了約262萬美元的收益。

## 反響

### 評價

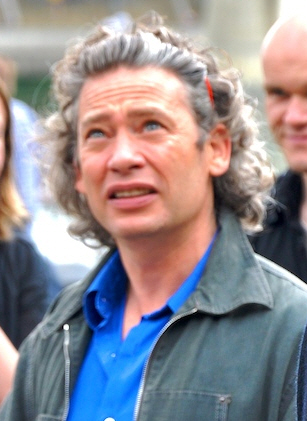
導演戴克斯特·佛萊契的技巧廣受影評人好評。

《飛躍奇蹟》收穫了普遍影評人的積極評價。爛蕃茄上收集的176篇專業影評文章中，有142篇給出了「新鮮」的正面評價，「新鮮度」為81%，平均得分6.5分（滿分10分），該網站對電影的共識性評價寫道「《飛躍奇蹟》的優點無法挽救陳腔濫調的劇情——但對許多觀眾而言，這樣已足夠」，而基於另一影評網站Metacritic上的34篇評論文章，其中17篇予以好評，3差評，14篇褒貶不一，平均分為54（滿分100），綜合結果為「混合或中等評價」。據CinemaScore所進行的調查，觀眾的平均評價於A+至F間落於「A」。
《芝加哥太陽報》的影評人理查·羅珀給予該片3顆星（滿分4顆）的評價，寫道「導演戴克斯特·佛萊契用明朗且大膽的手法來描繪艾迪的故事，從不放過任一機會，絞盡腦汁思索懸疑又戲劇性的轉折的機會，或成功製造出相關的笑點——而其非常適合這種奇妙又滑稽的故事」。

### 票房
截至下檔日，《飛躍奇蹟》在美國及加拿大地區共累積了1,579萬美元的票房，加上來自其他地區的3,036萬美元，全球票房共計4,615萬美元，而其製片預算則是2,300萬美元。截至2018年8月，該片在奧林匹克運動會題材電影的北美票房排名中名列第八名。
在美國，該片與同期上映的電影《非法999》及《荷魯斯之眼：王者爭霸》競爭。《飛躍奇蹟》在星期四的午夜場收穫了175,000美元的票房。外界預計，電影將於首映週末透過2,042家劇院中收穫約715萬美元的票房。該片的首週末票房為608萬美元，排名當週第六；次週下跌了48.6%，票房為312萬美元，排名當週第九。
在中国大陆，本片作为分账片引进，并由十方娱乐负责宣传。3月9日，本片在北京首映式时亦邀请两位主角休·杰克曼与泰隆·艾格顿，和故事原型艾迪·爱德华兹到场。但其首日上映排片不足7%，与其口碑形成了鲜明反差，当日票房甚至难以赶超已上映50天的《功夫熊猫3》，有观点认为这是因为体育主题难受关注，且遭其他同档电影挤压（如《荒野猎人》、《疯狂动物城》。其最终收获票房650万，是2016年前33部分账片中票房最小的一部影片。

### 榮譽
在第22屆帝國獎頒獎典禮上，該片入圍最佳英國電影獎，但最終敗給《我是布萊克》。《飛躍奇蹟》在由爛番茄評選的金番茄獎最佳2016年英國電影名單上名列第五名。該片一支名為「運動」（Sport）的預告片入圍了金預告獎的最佳動畫/家庭電影預告獎，但不敵《與森林共舞》的預告片「叢林」（Jungle）。主演泰隆·艾格頓在2016年青少年票選獎頒獎典禮上奪下「電影選擇獎：劇情片男演員」的提名，然而該獎最後被《神鬼獵人》的主演李奧納多·狄卡皮歐拿下。

## 歷史偏差
艾迪·「飛鷹」·愛德華本尊稱該片與他的人生經歷僅有10%至15%的相似度。艾迪·愛德華曾接受美國籍教練查克·柏格霍恩與約翰·韋斯肯姆（John Viscome）的指導。該片聚焦在艾迪參加奧運前在歐洲的訓練過程，然而，實際上並沒有任何一位美國教練曾在歐洲訓練過艾迪。

## 外部連結
- 官方网站
- 互联网电影数据库（IMDb）上《飛躍奇蹟》的资料（英文）
- 爛番茄上《飛躍奇蹟》的資料（英文）
- Box Office Mojo上《飛躍奇蹟》的資料（英文）
- Metacritic上《飛躍奇蹟》的資料（英文）
- AllMovie上《飛躍奇蹟》的资料（英文）